# Chiesa cattolica in Gambia
La Chiesa cattolica in Gambia è parte della Chiesa cattolica universale in comunione con il vescovo di Roma, il papa.

## Storia
La storia della Chiesa cattolica in Gambia è strettamente legata a quella del Senegal. Nel 1445 arrivarono i portoghesi sulle coste dell'Africa occidentale con i primi tentativi di evangelizzazione. Dal punto di vista ecclesiastico, solo nel 1931 nasce la missione del Gambia, affidata ai preti dello Spirito Santo, staccata dal vicariato apostolico del Senegambia. Nel 1951 è eretta la prefettura apostolica di Bathurst (oggi Banjul), che diventa diocesi nel 1957 immediatamente soggetta alla Santa Sede. Nel 1992 la Chiesa cattolica del Gambia ha ricevuto la visita pastorale di papa Giovanni Paolo II.

## Organizzazione ed istituzioni
Nel 2008 la Chiesa cattolica è presente sul territorio con la sola diocesi di Banjul, immediatamente soggetta alla Santa Sede.
Alla fine del 2004 la Chiesa cattolica del Gambia contava:
- 56 parrocchie;
- 26 preti;
- 42 suore religiose;
- 57 istituti scolastici;
- 9 istituti di beneficenza.

La popolazione cattolica ammontava a 34.400 cristiani, pari al 2,10% della popolazione.
L'episcopato del Gambia fa parte della Conferenza interterritoriale dei Vescovi Cattolici di Gambia e Sierra Leone (Inter-territorial Catholic Bishops' Conference of The Gambia and Sierra Leone).

## Nunziatura apostolica
La Delegazione apostolica di Gambia e Sierra Leone fu istituita nel 1975. Il 25 agosto 1979 fu elevata al rango di Nunziatura apostolica. L'attuale sede del Nunzio è Monrovia, capitale della Liberia.

### Pro-nunzi apostolici
- Johannes Dyba, arcivescovo titolare di Neapoli di Proconsolare (25 agosto 1979 - 1º giugno 1983 nominato arcivescovo, titolo personale, di Fulda)
- Romeo Panciroli, M.C.C.I., arcivescovo titolare di Noba (6 novembre 1984 - 18 marzo 1992 nominato pro-nunzio apostolico in Iran)
- Luigi Travaglino, arcivescovo titolare di Lettere (4 aprile 1992 - 2 maggio 1995 nominato nunzio apostolico in Nicaragua)

### Nunzi apostolici
- Antonio Lucibello, arcivescovo titolare di Thurio (8 settembre 1995 - 27 luglio 1999 nominato nunzio apostolico in Paraguay)
- Alberto Bottari de Castello, arcivescovo titolare di Foraziana (18 dicembre 1999 - 1º aprile 2005 nominato nunzio apostolico in Giappone)
- George Antonysamy, arcivescovo titolare di Sulci (4 agosto 2005 - 21 novembre 2012 nominato arcivescovo di Madras e Mylapore)
- Mirosław Adamczyk, arcivescovo titolare di Otricoli (8 giugno 2013 - 12 agosto 2017 nominato nunzio apostolico a Panama)
- Dagoberto Campos Salas, arcivescovo titolare di Forontoniana (17 agosto 2018 - 14 maggio 2022 nominato nunzio apostolico a Panama)
- Walter Erbì, dal 30 novembre 2022

## Conferenza episcopale
L'episcopato del Gambia è membro della Conferenza interterritoriale dei vescovi cattolici di Gambia e Sierra Leone (Inter-Territorial Catholic Bishops' Conference of The Gambia and Sierra Leone, ITCABIC), cui aderiscono anche i vescovi del Sierra Leone